# British Academy Film Award du meilleur film documentaire

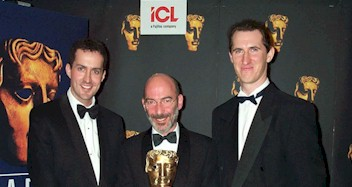
James Hannigan, Richard Joseph et Nick Laviers après avoir reçus le BAFTA Award

Le British Academy Film Award du meilleur film documentaire (British Academy Film Award for Best Documentary) est une récompense cinématographique britannique décernée depuis 1949 par la British Academy of Film and Television Arts (BAFTA) lors de la cérémonie annuelle des British Academy Film Awards.
La catégorie était nommée Documentary Award entre 1949 et 1959, puis Robert Flaherty Award de 1960 jusqu'en 1987, et n'a plus été décernée jusqu'en 2012, où elle a été renommée British Academy Film Award du meilleur film documentaire.

## Palmarès
Note : les gagnants sont indiqués en gras. Les années indiquées sont celles au cours desquelles la cérémonie a eu lieu, soit l'année suivant leur sortie en salles (au Royaume-Uni).
Le symbole ♕ rappelle le gagnant et ♙ une nomination à l'Oscar du meilleur film documentaire la même année.

### Années 1940/1950
De 1949 à 1959 : Documentary Award.
- 1949 : Louisiana Story
  - Farrebique
  - Three Dawns to Sydney
  - Those Blasted Kids
  - Shadow of the Ruhr
  - Is Everybody Listening ?

- 1950 : Daybreak in Udi ♕
  - Drug Addict
  - The Liver Fluke in Great Britain
  - Island of the Lagoon (Isole Nolla Laguna)
  - Report on the refugee problem
  - The Cornish Engine
  - Circulation

- 1951 : The Undefeated
  - Inland Waterways
  - L'Île aux phoques (Seal Island)
  - La Vie commence demain
  - The Vatican
  - L'Expédition du Kon-Tiki (Kon-Tiki) ♕
  - La montagne est verte

- 1952 : La Vallée des castors (Beaver Valley)
  - David
  - Oil for the Twentieth Century
  - Out of True
  - Visit to Picasso (Bezoek aan Picasso)
  - A Family Affair

- 1953 : Royal Journey
  - Highlights of Farnborough 1952
  - Le Mans 1952
  - Fishermen of Negombo
  - Journey into History
  - The Open Window
  - Rig 20
  - La Terre, cette inconnue (Nature's Half Acre)
  - Cochons aérodynamiques
  - Ocean Terminal
  - Opera School

- 1954 : La Conquête de l'Everest (The Conquest of Everest) ♙
  - Pictures of the Middle Ages (Images Medievales)
  - Les Oiseaux aquatiques (Water Birds)
  - Kumak, the Sleepy Hunter
  - Mille Miglia
  - World Without End
  - Operation Hurricane
  - Teeth of the Wind
  - Crin Blanc
  - Life in the Arctic (Vo l'dakh okeana)

- 1955 : The Great Adventure (Stora äventyret, Det)
  - Thursday's Children
  - 3-2-1-Zero
  - Back of Beyond
  - Lekko!

- 1956 : La Grande Prairie (The Vanishing Prairie) ♕
  - Gold
  - Miner's Window
  - Rival World

- 1957 : On the Bowery ♙
  - Generator 4
  - Foothold in Antarctica
  - Under the Same Sky
  - Le Monde du silence ♕

- 1958 : Journey into Spring
  - Holiday
  - Every Day Except Christmas
  - City of Gold
  - The USA in the 1930s

- 1959 : Glass (Glas)
  - Secrets of the Reef
  - The Forerunner
  - Wonders of Chicago
  - L S Lowry
  - Jabulani Afrika

### Années 1960
De 1960 à 1987 : Flaherty Documentary Award.
- 1960 : The Savage Eye (en) – Joseph Strick ; Sidney Meyers ; Ben Maddow
  - This Is the BBC – Richard Cawston
  - We Are the Lambeth Boys – Karel Reisz
  - Le Désert de l'Arctique (White Wilderness) – James Algar ♕

- 1961 : Aucune récompense

- 1962 : Les Rendez-vous du diable – Haroun Tazieff

- 1963 : Aucune récompense

- 1964 : Aucune récompense

- 1965 : Nobody Waved Good-bye – Don Owen
  - Alleman – Bert Haanstra ♙
  - Portrait of Queenie – Michael Orrom
  - The Life of Billy Walker

- 1966 : Tokyo Olympiades (Tôkyô orimpikku ) – Kon Ichikawa
  - Brute Force and Finesse – Max Morgan Witts
  - Deckie Learner – Michael Grigsby
  - Stravinsky – Wolf Koenig ; Roman Kroitor

- 1967 : Goal! World Cup 1966 – Abidin Dino ; Ross Devenish
  - Buster Keaton Rides Again – John Spotton
  - I'm Going to Ask You to Get Up Out of Your Seat – Richard Cawston
  - Matador – Kevin Billington

- 1968 : Mourir à Madrid – Frédéric Rossif ♙
  - Famine – Jack Gold
  - The Things I Cannot Change – Tanya Ballantyne

- 1969 : In Need of Special Care: Camphill Rudolph Steiner School, Aberdeen – Jonathan Stedall
  - NBC Experiment in Television (Music! (4x01) || || Michael Tuchner
  - Inside North Viet Nam – Felix Greene
  - A Plague on Your Children – Adrian Malone

### Années 1970
- 1970 : Prologue – Walon Green

- 1971 : Sad Song of Yellow Skin (en) – Michael Rubbo

- 1972 : Des insectes et des hommes (The Hellstrom Chronicle) – Walon Green ; Ed Spiegel ♕
  - Death of a Legend (en) – Bill Mason

- 1973 : Aucune récompense

- 1974 : Grierson – Roger Blais

- 1975 : Cree Hunters of Mistassini (en) – Tony Ianzelo (en) ; Boyce Richardson (en)
  - Compañero: Victor Jara of Chile – Stanley Forman ; Martin Smith
  - Trad

- 1976 : In Search of the Early Americans – Alan Pendry
  - Seven Green Bottles – Eric Marquis

- 1977 : Los Canadienses – Albert Kish
  - White Rock – Tony Maylam

- 1978 : Aucune récompense

- 1979 : The Silent Witness – David W. Rolfe

### Années 1980
- 1980 : L'Arbre aux sabots (L'albero degli zoccoli) – Ermanno Olmi

- 1981 : Aucune récompense

- 1982 : Soldier Girls – Nick Broomfield ; Joan Churchill
  - Best Boy – Ira Wohl
  - Return Journey – Ian Potts
  - The Life and Times of Rosie the Riveter – Connie Field

- 1983 : Burden of Dreams – Les Blank
  - Not a Love Story: A Film About Pornography – Bonnie Sherr Klein
  - The Atomic Cafe – Kevin Rafferty ; Jayne Loader ; Pierce Rafferty
  - The Weavers: Wasn't That a Time – Jim Brown

- 1984 : Aucune récompense

- 1985 : Aucune récompense

- 1986 : Aucune récompense

- 1987 : Shoah – Claude Lanzmann

### Années 2000
- 2005 : The Orphans of Nkandla

### Années 2010
Depuis 2012 : Meilleur documentaire.
- 2012 : Senna – Asif Kapadia
  - George Harrison: Living in the Material World – Martin Scorsese
  - Le Projet Nim (Project Nim) – James Marsh

- 2013 : Sugar Man (Searching For Sugar Man) ♕
  - The Imposter
  - Marley
  - McCullin
  - West of Memphis

- 2014 : The Act of Killing (Jagal) ♙
  - The Armstrong Lie
  - Blackfish
  - Tim's Vermeer
  - We Steal Secrets: The Story of WikiLeaks

- 2015 : Citizenfour
  - 20,000 Days on Earth
  - À la recherche de Vivian Maier (Finding Vivian Maier)
  - Twenty Feet from Stardom
  - Virunga

- 2016 : Amy
  - Cartel Land
  - He Named Me Malala
  - Listen To Me Marlon (en)
  - Sherpa (en)

- 2017 : Le 13e d'Ava DuVernay
  - The Beatles: Eight Days a Week de Ron Howard
  - La Jeune fille et son aigle d'Otto Bell
  - Notes on Blindness de James Spinney et Peter Middleton
  - Weiner de Josh Kriegman et Elyse Steinberg

- 2018 : I Am Not Your Negro de Raoul Peck
  - City of Ghosts de Matthew Heineman
  - Icare de Bryan Fogel et Dan Cogan
  - Une suite qui dérange (An Inconvenient Sequel: Truth to Power) de Bonni Cohen et Jon Shenk
  - Jane de Brett Morgen

- 2019 : Free Solo de Elizabeth Chai Vasarhelyi et Jimmy Chin
  - McQueen de Ian Bonhôte et Peter Ettedgui
  - RBG de Julie Cohen et Betsy West
  - Pour les soldats tombés (They Shall Not Grow Old) de Peter Jackson
  - Three Identical Strangers de Tim Wardle, Grace Hughes-Hallett et Becky Read

### Années 2020
- 2020 : Pour Sama de Waad al-Kateab et Edward Watts
  - American Factory de Steven Bognar et Julia Reichert
  - Apollo 11 de Todd Douglas Miller
  - Diego Maradona de Asif Kapadia
  - The Great Hack de Jehane Noujaim et Karim Amer

- 2021 : My Octopus Teacher: la sagesse de la pieuvre - James Reed et Pippa Ehrlich
  - David Attenborough : une vie sur notre planète - Jonathan Hughes, Alastair Fothergill et Keith Scholey
  - The Dissident - Bryan Fogel
  - L'affaire Colectiv - Alexander Nanau
  - Derrière nos écrans de fumée - Jeff Orlowski

- 2022 : Summer of Soul – Ahmir "Questlove" Thompson, David Dinerstein, Robert Fyvolent et Joseph Patel
  - Becoming Cousteau – Liz Garbus et Dan Cogan
  - Cow – Andrea Arnold et Kat Mansoor
  - Flee – Jonas Poher Rasmussen et Monica Hellström
  - The Rescue – Elizabeth Chai Vasarhelyi, Jimmy Chin, John Battsek et P. J. van Sandwijk

- 2023 : Navalny
  - Tout ce que nous respirons (All That Breathes)
  - Toute la beauté et le sang versé (All the Beauty and the Bloodshed)
  - Fire of Love
  - Moonage Daydream

- 2024 : 20 Days in Mariupol – Mstyslav Tchernov et Raney Aronson-Rath
  - American Symphony (en) – Matthew Heineman, Lauren Domino et Joedan Okun
  - Beyond Utopia (en) – Madeleine Gavin, Rachel Cohen et Jana Edelbaum
  - Still: A Michael J. Fox Movie (en) – Davis Guggenheim, Jonathan King et Annetta Marion
  - Wham! (en) – Chris Smith (en)

- 2025 : Super/Man : L'Histoire de Christopher Reeve – Ian Bonhôte, Peter Ettedgui, Otto Burnham et Connor Schell
  - Black Box Diaries – Shiori Itō, Eric Nyari et Hanna Aqvilin
  - No Other Land – Basel Adra, Rachel Szor Hamdan Ballal et Yuval Abraham
  - Daughters – Natalie Rae, Angela Patton et Sam Bisbee
  - Will & Harper – Josh Greenbaum, Jessica Elbaum, Will Ferrell et Christopher Leggett